# Hanna Hellquist
Hanna Victoria Hellquist, född 24 juli 1980 i Karlstads församling, Värmlands län, är en svensk krönikör, författare och programledare på radio och TV.

## Biografi

### Tidiga år
Genom en AMS-praktik började hon som journalist på Karlstads-Tidningen som 19-åring och har därefter bland annat arbetat på TV4 Värmland, gp.se, Resumé och Dagens Nyheter. På den senare dagstidningen blev hon uppmärksammad för sina personliga kåserier på "Namn & nytt" och senare för sina krönikor i På Stan och intervjuer i DN Söndag.
Hellquist har tidigare studerat genusvetenskap på Göteborgs universitet och journalistutbildning på Kalix folkhögskola.

### Karriär
Mellan 2009 och 2020 arbetade hon som programledare på Morgonpasset i Sveriges Radio P3. Från 2020 är hon programledare för Eftermiddag i P3 och sedan 2021 även för helgprogrammet P3 Hemligheter.
År 2009 var hon även sommarvärd i radioprogrammet Sommar på Sveriges Radio P1. I januari 2011 var det premiär för hennes TV-serie Jakten på lyckan och under sommaren detta år sändes radioprogrammet Hannas perfekta supersommar i Sveriges Radio P3 där en gäst besökte henne i hennes sommarstuga utanför Grums. I Sveriges Television och i oktober 2012 hade serien Jakten på det perfekta livet premiär. Hon har även varit gäst i Schulman show, Värvet och Skavlan. Hon har deltagit i flera säsonger av frågesportprogrammet Alla mot alla, och vann säsong ett i par med Ebbot Lundberg. Hon vann även säsong 6 tillsammans med Jonatan Unge.
Hellquist uppmärksammades medialt i mars 2021 efter att hon medverkat i tv-programmet Carina Bergfeldt där hon ifrågasatte Fredrick Federley och dennes ovilja att ta i den dom vari hans partners föregångna brottmål nedtecknats.

### Författarskap
I mars 2009 debuterade hon som författare med boken Karlstad Zoologiska som handlar om hennes far och uppväxten i Karlstad. 2016 gav hon ut krönikor och kåserier i samlingsvolymen En tryckare på Blue Moon Bar.

## Privatliv
Hellquist har i TV-programmet Skavlan berättat om sin alkoholism.

## Produktioner

### TV
- 2011 – Jakten på lyckan (TV-serie)
- 2012 – Jakten på det perfekta livet (TV-serie)
- 2019 – Hannas baby (dokumentär)
- 2022 – Sommaren i Grums (TV-serie)

## Priser och utmärkelser
År 2019 tilldelades hon Stora journalistpriset i kategorin Årets röst med motiveringen 
| ” | Inget är tabu. Med hjälp av sin humor och smärta gestaltar hon det djupt mänskliga och blir en stark röst för lyssnare, läsare och tittare. | „ |